# ربروفو
ربروفو (به بلغاری: Rebrovo) روستایی در بلغارستان است که در استان صوفیه واقع شده‌است.